# ProCare
ProCare était un service offert par Apple Computer dans les magasins Apple offrant un accès amélioré aux services du Genius Bar. ProCare nécessitait une cotisation annuelle de 99 dollars, couvrant jusqu'à trois ordinateurs Macintosh. Parmi les services inclus avec l'adhésion figuraient la planification des réservations Genius Bar jusqu'à 14 jours à l'avance (contre 3 jours pour les non-membres) et des réparations plus rapides en magasin. L'adhésion à ProCare comprenait également la configuration personnalisée de nouvelles machines, une « mise au point » annuelle, et une « consultation de sauvegarde ». 
ProCare incluait auparavant une formation individuelle sur de nombreux sujets liés aux ordinateurs et logiciels Apple. À partir du 2 mai 2007, cet avantage est remplacé par un service de formation distinct appelé One to One. 
Le 3 mars 2011, le service ProCare a été remplacé par JointVenture. 